# ジャック3世 (キプロス王)
ジャック3世（Jacques III de Chypre, 1473年8月28日 - 1474年8月26日）は、キプロス王、名目上のエルサレム王、キリキア・アルメニア王（在位1473年 - 1474年）。「遺腹のジャック（Jacques le posthume）」と呼ばれた。

## 生涯
キプロス王ジャック2世と王妃カタリーナ・コルナーロの間の一人息子として、父の死後に誕生した。誕生と同時に空位となっていたキプロス王位を継いだが、生後1年で、父と同様に不可解な状況で急死した。遺骸はファマグスタの聖ニコラオス大聖堂（現在のラーラ・ムスタファ・パシャ・モスク）に埋葬された。王位は摂政を務めていた母カタリーナが引き継いだ。彼の死によりキプロス王家の血筋は絶え、ヴェネツィア共和国によるキプロス島支配はより確実なものとなった。